# Bundesstraße 235
Die Bundesstraße 235 (Abkürzung: B 235) beginnt am Abzweig Senden der A 43 und führt in südlicher Richtung über Lüdinghausen und Castrop-Rauxel bis zur AS Witten-Zentrum an der A 44, dort geht sie in den südlichen Abschnitt der B 226 über.

## Geschichte
Die als Provinzialstraße erbaute Straße von Witten nach Castrop-Rauxel entstand um 1838 als erste Nord-Süd-Verbindung im östlichen Ruhrgebiet und wurde seit dem 1. Juli 1839 von einer regelmäßigen Postkutsche befahren. 1855 wurde diese Straße bis Senden verlängert.
Im Zuge der Industrialisierung stieg der Verkehr so stark an, dass die Märkische Straßenbahn ab 1899 eine Straßenbahnlinie zwischen Castrop und Witten einrichtete. Diese Straßenbahnlinie 22 wurde 1951 stillgelegt und durch die Buslinie 378, welche heute von der Bogestra bedient wird, ersetzt.
Die um 1937 eingerichtete Reichsstraße 235 führte von Witten aus weiter bis Sprockhövel-Hiddinghausen. Dieser südliche Streckenabschnitt wurde 2004 zur Landesstraße 525 abgestuft.

## Verlauf
Die B 235 führt durch Lüdinghausen und anschließend weiter in südwestlicher Richtung an Olfen vorbei, wo die B 235 die Trasse des ehemaligen Dortmund-Ems-Kanals quert. Kurz vor Datteln überquert die B 235 den Wesel-Datteln-Kanal und in der Nähe des Schiffshebewerks Henrichenburg den Rhein-Herne-Kanal. Gleich anschließend unterquert sie die A 2 mit der Anschlussstelle Henrichenburg und führt in südlicher Richtung weiter bis zur Anschlussstelle Castrop-Rauxel an der A 42. Im Stadtgebiet Castrop-Rauxel führt die B 235 am Haus Goldschmieding vorbei. Im Stadtteil Dortmund-Bövinghausen befindet sich die Zeche Zollern, von dort aus führt die Route der Industriekultur in östlicher Richtung weiter bis zur Kokerei Hansa. Die B 235 führt jedoch in südlicher Richtung als vierspurige Straße weiter bis Dortmund-Lütgendortmund. An der Anschlussstelle Dortmund-Lütgendortmund wird der Ruhrschnellweg A 40 überquert. Der weitere Verlauf führt durch Bochum-Langendreer in Richtung A 44 in Witten.